# Шаннон (река)
Ша́ннон (англ. Shannon, ирл. An Sionainn [Ан-Шинанн]) — река в Ирландии. Считается самой длинной рекой в стране, отделяет запад Ирландии (в основном, провинцию Коннахт) от востока и юга (Лейнстер и большую часть Манстера). Исключение составляет графство Клэр, расположенное на западном берегу реки, но при этом в провинции Манстер. На ней расположено около тридцати пунктов переправы на участке между городом Лимерик на юге и деревней Дора на севере.
Средний расход воды — 200 м³/с.
Название реки происходит от имени кельтской богини Сионны
Со времён античности река являлась важной водной артерией. Впервые нанесена на карту Птолемеем. Река в основном течёт в южном направлении, беря свой исток из небольшого озера Шаннон-Пот в графстве Каван, в конце поворачивает к западу и впадает в Атлантический океан через эстуарий Шаннон, длина которого 97 км. На месте, где река впадает в эстуарий, стоит город-порт Лимерик. В устье реки высота приливов достигает 5,44 м, это активно используется в энергетике, несмотря на периодические боры. Только к востоку от Лимерика на Шаннон не влияют приливы и отливы.

## География
Река протекает по 11 из 32 ирландских графств. Образует множество озёр, среди которых Лох-Аллен, Лох-Ри и Лох-Дерг. Среди основных притоков — реки Сак и Бросна. Шаннон соединена с рекой Эрн, а также с Дублином посредством системы каналов.
Считается, что Шаннон берёт начало в Шаннон-Пот, небольшом озере на склонах горы Каилка в графстве Каван. Исследования определили, что её водосборный бассейн охватывает 12,8 км² склонов горы Каилка. Самая высокая точка в водосборном бассейне — это источник на горе Тилтинбэйн на западе гряды Каилка.
После Шаннон-Пот река вбирает несколько притоков, а затем впадает в Лох-Аллен. После этого в неё впадают Бойл, Инни, Сак, Мулкер и Бросна.
Точная длина Шаннон неизвестна. Чаще всего встречается значение 390 км. Официальный ирландский источник сообщает общую длину 360,5 км (сумма из 258,1 км пресных вод и ещё 102,1 км приливных). Большинство ирландских гидов упоминают длину 344 км. Некоторые академические источники — 280 км, но большинство отказывается признать это официально. Причина в том, что нельзя точно определить точку впадения реки в эстуарий. Длина 344 км исчисляется между Шаннон-Пот и воображаемой линией между мысами Керри-Хед и Луп-Хед эстуария (сюда также включают 7 км — длину маршрута через посёлок Арднакраша). Длина 280 км исчисляется до точки соединения эстуария Шаннон и эстуария реки Фергус, недалеко от аэропорта Шаннон. Бо́льшие расстояния возникли до использования современных геодезических приборов.
Если брать за истину длину в 360,5 км, то Шаннон — самая длинная река в Ирландии. С XII века было известно, что она самая длинная на Британских островах, несмотря на то, что карта того времени показывает, что она течёт с юга Ирландии.
Шаннон — пресноводная река на 45 % от своей общей протяжённости. Если из общей длины 360 км исключить 102 км эстуария, а также озёра (Лох-Дерг — 39 км, Лох-Ри — 29 км, Лох-Аллен — 11 км, Лох-Бодерг, Лох-Бофин, Лох-Форбс, Лох-Корри), то Шаннон как пресноводная река составляет всего около 161 км.
В бассейне реки Шаннон есть несколько притоков, исток которых расположен дальше, чем Шаннон-Пот. Например, река Оуэнмор с истоком в графстве Каван и река Бойл с истоком в графстве Мейо.
Шаннон не только самая длинная, но и самая крупная река Ирландии. Средний многолетний сток составляет 208,1 м³/с (в Лимерике). Это вдвое больше, чем у второй крупной ирландской реки Корриб (104,8 м³/с). Если сток всех рек и ручьёв в эстуарий Шаннон (включая реки Фил — 34,6 м³/с, Майг — 15,6 м³/с, Фергус — 25,7 м³/с и Дил — 7,4 м³/с) добавить к стоку в Лимерике, то суммарный сток реки Шаннон у мыса Луп-Хед достигает 300 м³/с. Шаннон становится крупнейшей рекой после озера Лох-Ри, где её сток (у плотины в городе Атлон) становится равным 98 м³/с, больше, чем сток любой другой ирландской реки (кроме реки Корриб в графстве Голуэй).
Низовья реки Шаннон считаются Специальной заповедной территорией.
Поселения вдоль реки (вверх по реке) включают: город Килраш, деревню Тарберт, город Шаннон, город Лимерик, Каслконнелл, посёлок Киллало, посёлок Баллина, посёлок Портамна, посёлок Банахер, город Атлон, посёлок Лейнсборо-Баллилиг, посёлок Каррик-он-Шаннон, деревню Литрим и Дора.

## История и фольклор
Река вошла в нынешнее русло после окончания последнего ледникового периода.
Согласно ирландской мифологии, река была названа в честь женщины по имени Сионна (другое написание: Sínann или Sínand), внучки бога Лира. Она отправилась к колодцу Конлы, чтобы познать мудрость, несмотря на предупреждение не приближаться к нему. Согласно некоторым источникам, она, как герой Финн Маккул, поймала и съела Лосося Мудрости, который там водился, и стала самым мудрым существом на Земле. Однако вода из колодца выплеснулась и унесла Сионну в море. Аналогичная история рассказана об ирландской богине Боанне и реке Бойн. Считается, что Сионна была богиней реки Шаннон. Писательница Патрисия Монаган отмечает, что «утопление богини в реке распространено в ирландской мифологии и обычно представляет собой растворение её божественной силы в воде, которая затем даёт жизнь земле».
Считается, что в реке Шаннон живёт монстр по имени Ката, впервые упомянутый в средневековом ирландском манускрипте — Книге Лисмора. В этой рукописи сказано, что Святой Сенан, покровитель графства Клэр, победил монстра на острове Кэттери. Ката описывается как большой монстр с гривой лошади, блестящими глазами, толстыми ногами, железными когтями и хвостом кита.
Викинги поселились в регионе в X веке и использовали реку, чтобы совершать набеги на богатые монастыри. В 937 году на острове Лох-Ри викинги из Лимерика сразились с викингами из Дублина и потерпели поражение.
В XVII веке Шаннон имела важное стратегическое значение в военных кампаниях в Ирландии, поскольку формировала физическую границу между востоком и западом страны. В Одиннадцатилетней войне 1641—1953 годов ирландцы отступили за Шаннон в 1650 году и еще два года выступали против английского Парламента. Есть мнение, что в ходе колонизации Ирландии, при подготовке "акта о поселениях" Оливер Кромвель сказал, что оставшиеся ирландские землевладельцы отправятся в «ад или Коннахт», имея в виду выбор между принудительной миграцией на запад через реку Шаннон и смертью, что означало освобождение восточных земель для английских поселенцев.
Во время Войны двух королей (1689—1691), якобиты также отступили за Шаннон после поражения в битве на Бойне в 1690 году. Города Атлон и Лимерик, в которых есть мосты, не раз находились в осаде.
В 1916 году лидеры Пасхального восстания планировали закрепиться на западном берегу реки Шаннон. Однако повстанцы не были достаточно хорошо вооружены, чтобы реализовать такой амбициозный план.
Река Шаннон тесно связана с социальной, культурной, военной, экономической и политической историей Ирландии.

## Навигация
Хотя Шаннон всегда был важна для навигации Ирландии, на первые 250 км уклон составляет всего 18 м. На реке множество отмелей с глубиной не более 0,5 м. Первая серьёзная попытка улучшить ситуацию произошла в 1755 году, когда за работу взялся Томас Омер, голландский иммигрант из Англии, по поручению представителей речных транспортных компаний. Он занялся четырьмя участками между озёрами Лох-Дерг и Лох-Ри, где естественная навигация была затруднена, и построил там боковые каналы и шлюзы. Затем он продолжил работы к северу от Лох-Ри и построил первый канал Джемстаун, который срезал излучину реки между деревнями Джемстаун и Драмсна, а также боковые каналы в деревне Руски и посёлке Лейнсборо-Баллилиг.
У низовий реки Шаннон — между посёлком Киллало и городом Лимерик — другая история. Здесь уклон составляет 30 м на расстоянии 20 км. Уильям Окенден, также из Англии, начал работы по улучшению навигации в 1757 году и потратил 12 000 фунтов стерлингов за 4 года, но задачу так и не выполнил. В 1771 году Парламент поручил работы навигационной компании Лимерика с грантом в 6000 фунтов стерлингов в дополнение к их собственным 10 000 фунтов стерлингов. Был построен боковой канал длиной 8 км с шестью шлюзами, но компании потребовалось больше средств, чтобы завершить работы. В 1791 году для консультации был приглашён инженер Уильям Чапмен, и он не одобрил сделанное. Все шлюзы были разного размера, и он провёл следующие три года, перестраивая большинство из них. Навигация была открыта только в 1799 году, когда более 1000 тонн кукурузы, сланцевый шифер и торф были сплавлены до Лимерика. Но даже тогда на реке не было возможности буксировки, а в летние месяцы река становилась ещё мельче.
Незадолго до открытия Большого канала компания «Grand Canal» поручила архитектору Джону Браунриггу провести исследования, которые показали, что большая часть работы Омера пришла в негодность, поэтому было принято решение о ремонте. После длительных переговоров об издержках и условиях работа была завершена к 1810 году. В результате лодки с осадкой 1,75 м могли переходить от Атлона к Киллало. Полностью работы были завершены к 1814 году.
Когда в 1817 году был достроен Королевский канал, появился шанс улучшить навигацию выше озера Лох-Ри. Канал Джемстаун был отремонтирован, построены гавани, а инженер Джон Киллали спроектировал канал вдоль реки от Баттлбридж до озера Лох-Аллен, который был открыт в 1820 году.
Во второй половине 1820-х годов, с появлением пароходов, которые перевозили пассажиров и грузы, торговля резко улучшилась. К 1831 году перевозилось 14 600 пассажиров и 36 000 тонн грузов. Навигация становилась затруднённой, и была создана комиссия, которой в 1835 году был принят Закон о навигации Шаннон 1850 года, назначающий пять комиссаров для улучшения судоходства и дренажа. В течение следующих 15 лет было сделано много улучшений, но в 1849 году открылась железная дорога из Дублина в Лимерик, и число пассажиров резко упало. Грузооборот, который вырос до 100 000 тонн в год, сократился вдвое.
Но работа, проведённая комиссарами, не позволила решить проблемы наводнений, и в начале 1860-х годов произошли катастрофические наводнения. Учитывая плоский характер большей части берегов реки, проблема осталась нерешённой до XX века.
Одним из первых проектов Ирландского Свободного Государства 1920-х годов стало развитие Гидроэлектрической схемы реки Шаннон, в рамках которой была построена ГЭС около посёлка Арднакраша в низовьях Шаннон выше Лимерика. Старый канал от Киллало до Лимерика с его пятью шлюзами был заброшен. Канал на озере Лох-Дерг остался навигационным. На плотине был установлен двойной шлюз.
В 1950-х годах трафик стал хуже, и разводные мосты были заменены на низкие стационарные из-за действий Ирландской ассоциации водных путей, которая убедила главу правительства развивать речные прогулки на катерах, для которых такие мосты были достаточно высокими. С тех пор популярность такого вида досуга неуклонно возрастает.

## Каналы
Река Шаннон соединяется с целой сетью каналов. Королевский канал и Большой канал соединяют Шаннон с Дублином и Ирландским морем. Канал Шаннон-Эрн (канал) связывает Шаннон с рекой Эрн и озером Лох-Эрн. Город Баллинасло связан с Шаннон через реку Сак и канал, а с городом Бойл — через одноимённый канал, реку Бойл и озеро Лох-Кей. Существует также канал Арднакраша, связанный с плотиной Арднакраша к югу от озера Лох-Дерг. Рядом с Лимериком короткий канал соединяет местечко Плесси с рекой Абби, что позволяет речному транспорту обойти водопад Карраговер, который является серьёзным препятствием для навигации. Деревня Лекарроу в графстве Роскоммон соединена с озером Лох-Ри через одноимённый канал. Канал Джемстаун и шлюз Альберт образуют связь между рекой Шаннон на юге Джемстауна и озером Лох-Наног к югу от деревни Драмсна.

## Экономика
Несмотря на то, что длина реки составляет 360,5 км в длину, её уклон всего 76 м над уровнем моря, поэтому река судоходна, и на ней всего несколько шлюзов. В посёлке Арднакраша расположена ГЭС, принадлежащая ирландской компании ESB.
Судоходство в устье Шаннон активно развивалось в 1980-х годах, в него вложено более 2 млрд фунтов стерлингов (2,5 млрд евро). Были построены танкерный причал в порте Фойнс и нефтяной причал в аэропорту Шаннон. В 1982 году на полуострове Огиниш был построен крупный завод по переработке алюминиевых руд. В настоящее время грузовые суда объёмом 60 000 тонн поставляют туда боксит с западноафриканских рудников, где из него извлекают оксид алюминия, который затем экспортируется в Канаду, где из него производят алюминий. В 1985 году была открыта угольная электростанция Манипойнт, которую регулярно посещают сухогрузы на 150 000 тонн.